# Pierre Lartigue
Pierre Lartigue (nascut el 22 d'octubre de 1948) és un pilot de ral·lis francès, que va guanyar el Dakar en tres ocasions, conduint un prototip de Citroën.

## Palmarès
- Vencedor del Ral·li Dakar en 1994, 1995 i 1996.
- Vencedor del Ral·li París-Moscou-Pequín en 1992.
- Vencedor del Ral·li de Tunísia en 1985, 1989, 1990, 1992, 1993, 1994, 1995 i 1996.
- Vencedor del Ral·li de l'Atlas en 1983, 1984, 1990, 1991 i 1994.
- Vencedor de la Copa del Món de Ral·li Raid en 1993, 1994, 1995 i 1996.